# Koratakere, Sira
Koratakere là một làng thuộc tehsil Sira, huyện Tumkur, bang Karnataka, Ấn Độ.